# Zdzisław Otello Horodecki
 (septembre 2016).
Si vous disposez d'ouvrages ou d'articles de référence ou si vous connaissez des sites web de qualité traitant du thème abordé ici, merci de compléter l'article en donnant les références utiles à sa vérifiabilité et en les liant à la section « Notes et références ».
Zdzisław "Otello" Horodecki (né le 1er mai 1948 à Olsztyn, Pologne) est un artiste peintre mais aussi graphiste commercial, architecte d'intérieur et scénographe. 

## Biographie
II vient d'une famille polonaise noble de Podole, armoiries Kornic), dont la noblesse fut confirmée dans les années 1824-1890 et inscrite dans la VIe part du registre du gouvernement noble de Podole,,. Ses parents furent déportés en Sibérie. Il habite et crée à Varsovie. 
Il a étudié au Lycée des Techniques Théâtrales qui est une école liée à l'École Supérieure Théâtrale de Varsovie, faculté de la peinture scénique et scénographique. Il a étudié la peinture, la graphie, la scénographie, l'architecture d'intérieur ainsi que la musicologie (spécialisation en théorie de la musique). Sa thèse de doctorat porte sur l'histoire de l'opéra. Son grand-père du côté de son oncle est l'architecte Vladyslav Horodetskiy.

## Carrière
En 1968, étudiant ayant réalisé des peintures déjà bien appréciées, il est accepté comme membre de l'Association des Artistes Peintres Polonais. Il débute par l'exposition de ses peintures au Club Hybrydy à Varsovie en 1969.
Il expose ses peintures en Pologne et à l'étranger. On retrouve ses peintures dans des collections étrangères privées et dans des fondations, entre autres en Allemagne, en France, en Espagne, en Angleterre, en Italie, en Suède, au Danemark, au Japon, au Portugal, en Australie, aux États-Unis ou encore en Russie[réf. nécessaire].
Dans les années 1970, il monte plusieurs expositions commerciales et artistiques en Pologne et à l'étranger, dont l'exposition Fryderyk Chopin, sur commande du ministère des Affaires étrangères et de l'Association Frédéric Chopin (25 pays), ou l'exposition Pologne-Pays-Gens (Manége-Moscou 1974), considérée comme l'une des plus grandes de l'histoire de la photographie artistique, pour laquelle l'artiste et son équipe a reçu un prix de l'État polonais.
Il est l'auteur de plusieurs réclames lumineuses à Varsovie, de projets d'affiches socio-politiques, de signes graphiques (par exemple le logo de POUP[Quoi ?]), de timbres et séries philatéliques, de médaillons, d'affiches de films et de publicités ainsi que d'emblèmes de quelques institutions d'État.
Dans la deuxième moitié des années 1970, il crée un projet général d'humanisation de la grande entreprise Polska Wełna (la laine polonaise) à Zielona Góra, qui lui vaudra de gagner le concours. Il s'agit là de la plus grande création de sa vie. Elle concerne la coloration des halles, des machines (au point de vue de l'influence psychologique qu'ont les couleurs) mais aussi la conception des vêtements, l'aménagement des terrains alentour. 
Il est l'auteur d'affiches pour le Film polonais, de projets de prospectus et de génériques de films polonais. Il a projeté les expositions artistiques polonaises pour les Festivals Internationaux de Films, tels que ceux de Berlin-Ouest, San Sebastian, Santander, Venise, San Remo, Karlovy Vary, Moscou et Cannes. Il est aussi l'auteur d'expositions concernant les films d'Andrzej Wajda, Krzysztof Zanussi, Kazimierz Kutz, Krzysztof Kieślowski, Janusz Kijowski et Agnieszka Holland. Il a aussi été le créateur graphique général du Festival des Films Polonais à Gdańsk en 1980 ainsi que créateur de l'emblème de ce festival.
Pendant plusieurs années, il a collaboré avec la Radio Polonaise comme critique d'opéra. Il est l'auteur de la plus longue série biographique de Plácido Domingo (Plácido Domingo - ma vie sur la scène), ainsi que des Théâtres de l'Opéra et de la Musique de la Radio Polonaise. Il a écrit 17 émissions parmi lesquelles on trouve Les Mémoires de Beniamin F. Pinkerton', la Tragédie de Don Carlos ou encore Othello-Maur vaincu, c'est-à-dire Shakespeare et Verdi. Son émission la plus connue est l'Opéra de la semaine. Il est, avec Jan Weber l'auteur le plus écouté de la Radio Polonaise. Sur commande de Universal Music Group Polska (Deutsche Grammophon, Decca Records), il a écrit une approche scientifique de la physiologie et de la fonction de la voix de Plácido Domingo intitulée Pyramide de Domingo.
La conséquence de ses analyses théoriques sur la musique en liaison avec la littérature et la peinture est la création d'un nouveau regard sur les arts appelé « le cas créatif ». Il crée ainsi la théorie du plansionisme aléatoristique, une tendance qui contient peinture, littérature, musique et médias. Il présente cette théorie de l'esthétique et des tendances dans les arts dans son travail intitulé Le Manifeste de l'Aléatorisme (la théorie du néoaléatorisme).